# 8769 Arctictern
8769 Arctictern eller 2181 T-2 är en asteroid i huvudbältet som upptäcktes den 29 september 1973 av den nederländsk-amerikanske astronomen Tom Gehrels och det nederländska astronomparet Ingrid van Houten-Groeneveld och Cornelis Johannes van Houten vid Palomarobservatoriet. Den är uppkallad efter fågeln Silvertärna.
Asteroiden har en diameter på ungefär 7 kilometer.